# Morihei Uešiba
Morihei Ueshiba (植芝 盛平; Tanabe, 14. prosinca 1883. - Iwama, 26. travnja 1969.) utemeljitelj aikida. Kao takav on je bio prvi doshu, od aikidoka češće znan kao O-Sensei (翁先生), što bi u prijevodu značilo "Veliki učitelj" (ili jednostavno "Stariji učitelj" u odnosu na njegova sina).

## Životopis
Morihei Ueshiba rodio se u Tanabi 1883., u prefekturi Wakayama, u Japanu. Bio je izuzetno malenog rasta. Borilačke vještine zanimale su ga od desete godine. S osamnaest godina njegov otac, član gradske uprave Tanabe, poslao ga je u Tokio da postane trgovac. Tamo je počeo vježbati Kito-ryu ju-jutsu kod Tokasabura Tokozawe. Međutim, nakon nekoliko mjeseci razbolio se od beriberija, te se morao vratiti kući.
Bolest ga je potaknula da učini nešto kako bi se fizički ojačao. Prvo je šetao, a zatim trčao. Upornim fizičkim vježbanjem, iako sićušan, s dvadeset godina postao je puno jači od svojih većih vršnjaka. Njegova snaga mu je postala teret, pa ju je počeo njegovati i oplemenjivati. Nije propuštao priliku da nauči borilačke vještine od učitelja koji su prolazili njegovim mjestom. Često je znao otputovati u neko mjesto, ako je čuo da se na tom području pojavio neki od iskusnijih majstora borilačkih vještina. Godine 1901., u dobi od osamnaest godina, dobio je menkyo (diplomu) o uspješno završenoj školi juda od učitelja Tokusaburo Tozawa. Dvije godine kasnije, savladao je školu mačevanja Jagyu. Morihei Ueshiba navodi da je na formiranje osnovnih stavova, pokreta i rada ruku u kasnijim tehnikama koje je stvorio presudno utjecalo znanje stečeno u toj specifičnoj školi japanskog mačevanja.
Kada je započeo Rusko-japanski rat 1904., Ueshiba je mobiliziran. Borio se u iscrpljujućim bitkama u Mandžuriji, koje su obilovale vrlo napornim marševima. Po povratku je bio stacioniran u Hamaderi, gdje nastavlja vježbati kod Nakayame. Majstorsko zvanje kod ovog majstora stekao je u srpnju 1908. godine. Poslije demobilizacije vratio se u Tanabe te kao lider pomaže Kijoichi Takedi, majstoru juda.
Međutim, zbog posljedica rata imao je česte glavobolje. Proveo je pola godine u bolesničkoj postelji. Nošen nemirnim duhom, 1911. prijavljuje se kao kolonijalac i odlazi na Hokkaido gdje upoznaje majstora Sokaku Takedu iz škole daito-ryu aiki-jujutsu, jedne od najstarijih u Japanu. Korjeni vještine sežu u 9. stoljeće. Ueshiba poziva učitelja Takedu u svoju kuću, učeći od njega i služeći mu pune četiri godine (od 1912. do 1916.). Godine 1916. dobiva menkyo čime ovladava svim tajnama te vještine. Mnogi zahvati u tehnikama aikida nastali su na osnovu borbenih tehnika te škole. Pred odlazak s Hokkaida on ostavlja svoje imanje zajedno s kućom učitelju Takedi.
Očeva smrti 1918. je Ueshibu duboko potresla. Izazvala je potrebu za samoćom, razmišljanjem, za poniranjem u suštinu vječite zagonetke – tajne života i smrti. Povlači se u planinu i predaje intenzivnom duhovnom životu. Zainteresirao se za Omoto-kyo religiju koju je propovijedao Onisaburo Deguchi. Seli u Ayabe da bi religiju učio na izvoru, od samog Deguchija. Omoto-kyo religija je prepovijeda jedinstvo s prirodom, opću ljubav, mir, humanost, ideje kojima je Ueshiba inklinirao. Tražio je rješenje za jad koji ga je sve više opterećivao. Duboko human, osjećao je da nešto nije u redu s naklonošću prema krajnje nehumano orijentiranim vještinama kojima se bavio s jedne strane i njegove prirode koja je težila skladu s ljubavlju, dobročinstvom i stvaralaštvu za opće dobro. Borilačke vještine koje je naučio bile su suprotne plemenitosti, sredstvo ubijanja i sakaćenja, usmjerene ka neskladu, nehumanosti i destrukciji. Kako nije želio napustiti borilačke vještine tragao je za rješenjem tog sukoba nastavljajući usavršavanje. Rujna 1922. stekao je zvanje majstora Shinkage-ryu ju-jutsu, a učio je i Yari-jutsu kada je, iznenada, našao izlaz.

### Aikido
Jedan mornarički časnik, profesor mačevanja, došao je 1925. tražeći da ga Morihei Ueshiba podučava. Došlo je do neslaganja oko neke sitnice koji je preraslo je u ozbiljan sukob. Časnik je uzeo mač i napao Moriheija. Ueshiba je uskladio kretanje i časnik ga je promašio. Za zaustavljanje snažnog promašenog udarca potrebna je ogromna snaga. Poslije više takvih promašaja časnik je potpuno iscrpljen odustao od borbe. Vidjevši da je pobjedio, a da nije povrijedio napadača, Ueshiba je shvatio da u jazu između njegove prirode i životnog opredjeljenja ne mora postojati suprotnost. Na pravi način koncipirana borilačka vještina može biti konstruktivna i humana. To je ono što je uzalud tražio u raznim religijama (budizam, šintoizam, Omoto-kyo) i kod raznih drugih majstora borilačkih vještina. Tog trenutka shvatio je sljedeće, prema njegovom kazivanju: Budo (borilačka vještina, borilački sustav, borilački put), nije obaranje protivnika svojom snagom, niti je Budo vođenje svijeta u propast silom oružja. Pravi Budo je doživljaj duha univerzuma, čuvanje mira u svijetu, ispravno djelovanje, čuvanje i kultiviranje svega što postoji u prirodi.
Nakon saznanja o smislu borilačke vještine, Ueshibi nije bilo teško da iz ogromnog opusa tehnika kojima je raspolagao izdvoji one koje se uklapaju u taj smisao, a da na bazi drugih, u osnovnom obliku etički neprihvatljivim stvori nove koje odgovaraju toj koncepciji. Sam Ueshiba označava 1925. godinu kao prijelomnu. Polazeći od osnovne pretpostavke "Borba je ljubav" pred njim je stajao mukotrpan posao oplemenjivanja krvoločnih tehnika kojima su ga naučili i stvaranje kvalitetne nove vještine koja će biti otjelotvorenje tog principa.
Može se kazati da je 1925. aikido kompletno idejno i tehnički koncipiran. Jedino je nedostajao adekvatan naziv, koji je usvojen tek 1942. godine. Ueshiba se s obitelji seli u Tokyo 1927. godine. Za njegovu vještinu saznalo se u višim krugovima. Princ Shimazu mu omogućuje da u njegovom bilijarskom salonu otvori svoj prvi dojo. Među prvim učenicima su se našle kćeri Shimazua, admirala Takeshite i grofa Yamamotoa.
Godine 1928. obzirom na sve veći interes za novu vještinu, Ueshiba se seli u veći dojo. Zovu ga i za predavača na mornaričkoj akademiji. Kod njega studenti glume i igranja uče kretanja. No i taj ubrzo postaje pretijesan, onaj dio članstva koji je bio uticajan na političkom i financijskom polju, uspio je omogućiti izgradnju velikog namjenskog dojoa. Nakon preseljenja posjetio ga je Jigoro Kano. Kada je Kano vidio Ueshibu u demonstraciji tehnika izjavio je: "To je moj ideal buda", a kasnije je rekao: "Volio bih angažirati Ueshibu za moj Kodokan, ali on je veliki učitelj, pa je to nemoguće. Zato bih volio poslati nekoliko sposobnih ljudi s naše strane da uče kod Ueshibe." Iako nisu službeno upućeni od strane Kodokana, kod Ueshibe dolazi vježbati više nosilaca visokih zvanja u džudu. Među prvima su bili Nagaoka, Minoru Mochizuki i Jiro Takeda.
Godine 1931. novi dojo dobiva naziv Kobukan dojo. U to vrijeme je Ueshiba već imao oko 40 učenika, među kojima je bilo dosta nosilaca visokih zvanja u judu ili kendu. Nešto kasnije se uključuje i Kenji Tomiki.  Iste godine Ueshiba izdaje knjigu Budo Renshu. Napravljen je film o Aiki Budo-u, što je jedini predratni film Moriheija Ueshibe.
Godine 1940. nova vještina stječe sve veću popularnost, 1941. podučava se na policijskoj akademiji. Iste godine Ueshiba je pozvan da podučava u Mandžuriji, postaje savjetnik za borilačke vještine Shimbuden i Kenkoku sveučilišta. Kobukan ostaje središnji dojo, otvaraju se novi dojoi širom Japana kao ogranci Središnje organizacije. Velik interes dovodi do reorganizacije Kobukana, koji mijenja ime u Kobukai i postaje zaklada.
Ulaskom Japana u Drugi svjetski rat, Ueshiba prestaje sa svim aktivnostima. Veliki broj učenika je pozvan u vojsku, tako da rad Kobukan dojoa postepeno zamire. Morihei Ueshiba s tim imperijalističkim ratom nije htio imati vezu, pa se odlučuje za povlačenjem iz Tokya na jedno imanje blizu grada Iwama. Tu se posvećuje poljoprivredi i konačnom oblikovanju nove vještine. Daje joj ime Aikido. Njemu su prethodila "Aiki-nomichi" (put ka Aikiju), "Aiki-ju-jutsu" i "Aiki budo". Na imanju je podigao i hram posvećen aikidu, kuću i mali dojo. U tom dojou i danas veliki broj učenika iz svih krajeva svijeta uvježbava ne samo tehnike aikida, već i pokušava osjetiti duh kojim odiše cijeli taj prostor. Prostor, gdje se oformila jedna do tada nepoznata budo disciplina. U Iwami, koja je danas poznata po Iwama dojou nije podučavao nikog osim svojih ranijih učenika koji su ponekad dolazili na konzultacije.
Poslije Drugog svjetskog rata sve borilačke vještine su u Japanu bile zabranjene. Dana 22. studenog 1945. godine održan je sastanak na kojem je donijeta odluka o reorganiziranju aikida. Nova organizacija, počela je s radom 9. veljače 1948. godine i dobila je naziv Aikikai. Do početka rada Aikikaija Ueshiba nije primao učenike, izuzev Morihira Saita, kojeg je na uporno navaljivanje primio 1946. godine, da mu pomaže na farmi. Saito je tako uporno vježbao da je u roku od dvije godine već bio nosilac 3. Dana. Poslije Ueshibine smrti, Iwama dojo je nastavio voditi upravo Saito. 
Godine 1960. Morihei Ueshiba prima medalju časti s ljubičastom vrpcom od vlade Japana nastavljajući da podučava aikido, sve do svoje smrti 26. travnja 1969. godine.

## Priznanja
- Medalja sa počasnom ljubičastom vrpcom od japanske vlade (1960)
- Orden izlazećeg sunca, Zlatne zrake s rozetom (1964)
- Orden reda svete riznice (1969) (postumno)
- Zlatne zrake s vratnom vrpcom (1969) (postuhumno)
- čin Sho-Goi (peti rang na carskom dvoru). (1969) (postumno)

## Djela
- Budo: Teachings of the Founder of Aikido (1991)
- The Art of Peace (1992)
- The Essence of Aikido: Spiritual Teachings of Morihei Ueshiba (1994)
- Budo Training In Aikido (1997)
- The Secret Teachings of Aikido (2008)
- The Heart of Aikido : The Philosophy of Takemusu Aiki (2010)

## Vanjske povezice

### Sestrinski projekti
|  | Zajednički poslužitelj ima još gradiva o temi Morihei Ueshiba |
|  | Wikicitati imaju zbirke citata o temi Morihei Ueshiba         |

### Mrežna sjedišta
- Morihei Ueshiba  Arhivirana inačica izvorne stranice od 10. studenoga 2019. (Wayback Machine)